# 百利金
百利金（德語：Pelikan）是德国的一家钢笔、墨水及其他书写工具的制造商，以生产活塞钢笔为主。

## 历史
百利金公司的起源要追溯到化學家卡爾•赫尼曼，他在1838年4月28號就已經為顧客供應油畫顏料、水彩及稱為「Farbige Dinten」的彩色墨水。這份價格表也被安全地收藏在百利金檔案館，是百利金公司生產線的基礎，從這發展成了聞名全球的商標百利金。1871年，根特·华格纳从卡尔·霍尔曼手中买下公司，以家族徽记鹈鹕作为百利金商标，其时百利金主要供应墨水。 （页面存档备份，存于）
這個小製造廠持續成長並不斷擴大其產品線。學校產品就是從繪畫產品發展而來的，例如百利金的不透明水彩盒，這已成為德國藝術課的日常必備品。從「Dinten」發展起來的一方面是百利金的書寫工具，另一方面就是辦公用品，像用於噴墨印表機的墨水匣和用於雷射印表機的碳粉盒。
1927年，百利金买下了活塞上墨系统专利。1929年，百利金生产出了第一支活塞钢笔。从此，百利金以活塞上墨系统而闻名。1951年，百利金研发出M400钢笔，以其绿色透明条纹为特色并生产至今。
1987年，百利金依靠瑞士银行家和亚洲投资者的帮助，走出了破产的危机。同年，百利金基于著名钢笔M400，制造出了它第一个超大号的钢笔：M800，作为横空出世的新笔，旨在与其长期的对手万宝龙争夺大型笔市场。对于一家公司来说，新产品常常意味着新风险，不过百利金显然赢得了这场赌博。在接下来的几年里，M800逐渐崭露头角，成为属于它的时代中的佼佼者。 （页面存档备份，存于）

## 产品
以下列出百利金的主要产品：
- M200钢笔
- M300钢笔
- M400钢笔
- M600钢笔
- M700钢笔
- M800钢笔
- M1000钢笔
- 4001墨水